# 아티스트 레퍼트와
아티스트 레퍼트와(영어: artists and repertoire, A&R)는 레코드 회사의 직무 중 하나이다. 아티스트의 발굴, 계약, 육성과 그 아티스트에 맞는 악곡의 발굴, 계약, 제작을 담당한다.
실제로 위의 직무뿐만 아니라 기획, 제작, 홍보에 이르기까지 레코드 회사의 업무 전반에 폭넓게 책임자로 종사한다.

## 같이 보기
- 음악 산업
- 한국음악산업협회(MIAK)